# Stadtbibliothek Worms

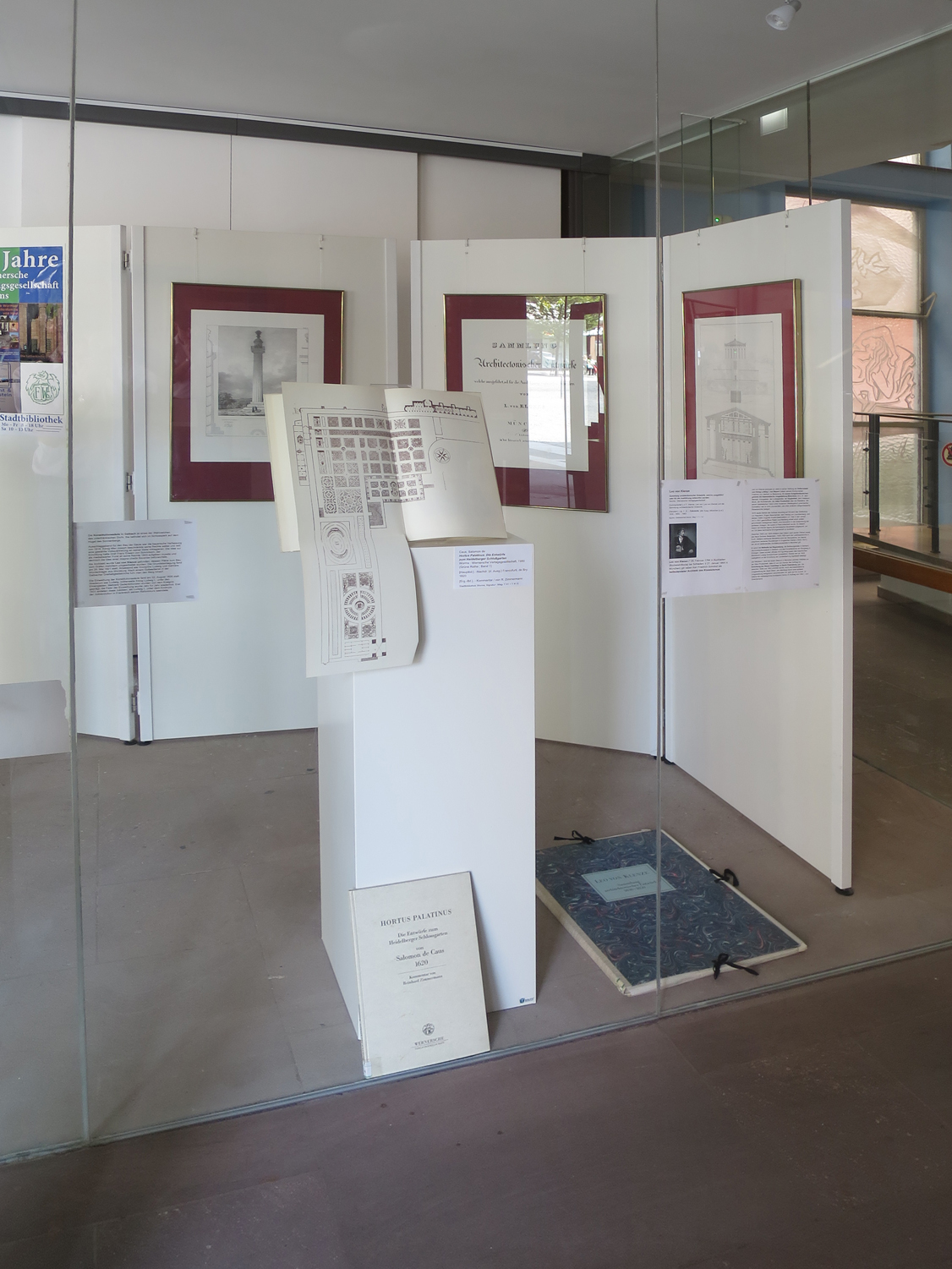
Schaufenster der Stadtbibliothek, hier mit der der Ausstellung zu einem Verlagsjubiläum

Die Stadtbibliothek Worms ist die öffentliche Bibliothek der Stadt Worms. Sie befindet sich im Haus zur Münze und besitzt etwa 360.000 Medieneinheiten, von denen 50.000 den Altbeständen zugerechnet werden.

## Gliederung
Die Stadtbibliothek Worms gliedert sich in die Wissenschaftliche Stadtbibliothek mit etwa 300.000 im Magazin aufbewahrten Medien und in die Öffentliche Bücherei (einschließlich der Kinder- und Jugendbücherei) mit etwa 60.000 Medien in Freihandaufstellung.

## Geschichte
Die Bibliothek entstand durch den Zusammenschluss mehrerer privater Bibliotheken. Die Öffentliche Bücherei hat ihren Ausgangspunkt in der 1878 gegründeten Bücherei des Volksbibliotheksvereins Worms, die Wissenschaftliche Stadtbibliothek in der 1881 eingerichteten „Paulusbibliothek“. Sie gehörte, ebenso wie das Museum, dem Altertumsverein Worms und befand sich damals in der profanierten Kirche St. Paulus.
1902 gründete die Stadt Worms aus dem Bestand des Volksbildungsvereins eine eigene Stadtbibliothek, deren Bestand 1906 durch die Schenkung der inzwischen 50.000 Bände umfassenden Paulusbibliothek deutlich vergrößert wurde. Die Bücher- und Lesehalle befand sich in der ehemaligen Dechaneikaserne (heute Standort der Jugendherberge). 1925 richtete die Stadtbibliothek Worms die erste Fahrbibliothek in Deutschland ein, die 52 Dörfer im rheinhessischen Umland versorgte. Bis zur Einstellung aus finanziellen Gründen im Jahr 1928 wurden über die Fahrbibliothek 32.600 Bücher ausgeliehen.
Zur räumlichen Erweiterung und inhaltlichen Neuordnung kam es ab 1933 durch die Stiftung der „Bergkloster“ genannten Villa des Wormser Fabrikanten Fritz Reinhart van Gülpen. Dort wurde am 12. April 1935 die Wissenschaftliche Stadtbibliothek eröffnet, die Volksbücherei verblieb in der Dechaneigasse.
Während des Zweiten Weltkriegs wurden 110.000 der insgesamt 190.000 wissenschaftlichen Bände und die gesamte Volksbücherei bei Luftangriffen auf Worms zerstört, lediglich die ausgelagerten Titel blieben erhalten.
Mit den 80.000 ausgelagerten Bänden konnte die  Wissenschaftliche Stadtbibliothek kurz nach Kriegsende im Andreasstift wieder eröffnen. Die Volksbücherei wurde ab 1947 aus den Beständen der Kasino- und Musikgesellschaft Worms neu aufgebaut und wurde in den folgenden Jahren an mehreren provisorischen Standorten betrieben. 
Der erhaltene Bestand der Wissenschaftlichen Bibliothek wurde durch Ankäufe und Schenkungen aufgestockt, zu nennen sind unter anderem der Ankauf der Restbestände der Freiherrlich Heylschen Bibliothek in Schloss Herrnsheim, die Schenkung der Privatbibliothek Carl J. H. Villinger mit 10.000 Bänden und der Kauf der Bibliothek Wilhelm und Erna Salzer mit 5000 Bänden im Jahr 1968.
Erst 1963 konnten beide Teile der Stadtbibliothek mit der Eröffnung des „Haus der Kulturinstitute“ (heute „Haus zur Münze“) ihr eigenes Domizil beziehen.

## Bestände
Wichtige Sonderbestände der Stadtbibliothek Worms sind:
- Exlibrissammlung mit 5500 Exemplaren
- Historische Noten mit 6750 Exemplaren und 4000 Musikbücher[2]
- Inkunabelsammlung mit 165 Inkunabeln
- Kant-Bibliothek mit 1100 Titeln (darunter nahezu alle Erstausgaben)
- Luther-Bibliothek mit 617 Druckschriften aus der Reformationszeit, darunter die Ratsherrenschrift von Martin Luther, die seit Oktober 2015 Teil des Weltdokumentenerbes („Memory of the world“) „Frühe Schriften der Reformationsbewegung“ der UNESCO ist.
- Nibelungenliedsammlung mit mehr als 800 Titeln vom 18. Jahrhundert bis zur Gegenwart
- NS-Literatur mit 3000 Titeln (unter anderem seltenen Verwaltungsvorschriften)
- Wormatiensia (Regionalliteratur zu Worms und Umgebung) mit 5000 Titeln vom 15. Jahrhundert bis zur Gegenwart